# Binodoxys toxopterae
Binodoxys toxopterae är en stekelart som först beskrevs av Hajimu Takada 1966.  Binodoxys toxopterae ingår i släktet Binodoxys och familjen bracksteklar. Inga underarter finns listade.